# Prvenstvo Avstralije 1925
Prvenstvo Avstralije 1925 v tenisu.

## Moški posamično
James Anderson :  Gerald Patterson, 11–9, 2–6, 6–2, 6–3

## Ženske posamično
Daphne Akhurst Cozens :  Esna Boyd, 1–6, 8–6, 6–4

## Moške dvojice
Pat O'Hara Wood /   Gerald Patterson :  James Anderson /  Fred Kalms 6–4, 8–6, 7–5

## Ženske dvojice
Sylvia Lance Harper /  Daphne Akhurst Cozens :  Esna Boyd Robertson /  Kathrine Le Mesurier 6–4, 6–3

## Mešane dvojice
Daphne Akhurst Cozens /  Jim Willard :  Sylvia Lance /  Bob Schlesinger 6–4, 6–4